# Coupe des clubs champions européens de handball 1990-1991
Navigation
Coupe des clubs champions 1989-1990 Coupe des clubs champions 1991-1992
La saison 1990-1991 de la Coupe des clubs champions européens masculine de handball (C1) met aux prises 28 équipes européennes. Il s’agit de la 31e édition de la compétition organisée par la Fédération internationale de handball (IHF).
Le vainqueur est le club espagnol du FC Barcelone qui remporte le sacre européen pour la première fois.

## Déroulement
Le RK Proleter Zrenjanin, le Dinamo Astrakhan, le HK Drott Halmstad, le TV Großwallstadt, l'USAM Nîmes et le FC Barcelone sont directement qualifiés pour les huitièmes de finale où ils sont rejoints par les 10 clubs qualifiés du tour préliminaire.
Le club soviétique du SKA Minsk, tenant du titre, n'est pas engagé dans la compétition, l'URSS étant représentée par Dinamo Astrakhan, Champion d'URSS.

## Participants
| Deuxième tour préliminaire | Deuxième tour préliminaire | Deuxième tour préliminaire | Deuxième tour préliminaire | Deuxième tour préliminaire | Deuxième tour préliminaire | Deuxième tour préliminaire | Deuxième tour préliminaire | Deuxième tour préliminaire | Deuxième tour préliminaire | Deuxième tour préliminaire | Deuxième tour préliminaire | Deuxième tour préliminaire | Deuxième tour préliminaire | Deuxième tour préliminaire | Deuxième tour préliminaire | Deuxième tour préliminaire | Deuxième tour préliminaire | Deuxième tour préliminaire | Deuxième tour préliminaire | Deuxième tour préliminaire | Deuxième tour préliminaire | Deuxième tour préliminaire | Deuxième tour préliminaire | Deuxième tour préliminaire | Deuxième tour préliminaire | Deuxième tour préliminaire | Deuxième tour préliminaire | Deuxième tour préliminaire | Deuxième tour préliminaire |
| --- | --- | --- | --- | --- | --- | --- | --- | --- | --- | --- | --- | --- | --- | --- | --- | --- | --- | --- | --- | --- | --- | --- | --- | --- | --- | --- | --- | --- | --- |
| - TV Großwallstadt : Champion d'Allemagne de l'Ouest - FC Barcelone : Champion d'Espagne - USAM Nîmes : Champion de France 1990 | - TV Großwallstadt : Champion d'Allemagne de l'Ouest - FC Barcelone : Champion d'Espagne - USAM Nîmes : Champion de France 1990 | - TV Großwallstadt : Champion d'Allemagne de l'Ouest - FC Barcelone : Champion d'Espagne - USAM Nîmes : Champion de France 1990 | - TV Großwallstadt : Champion d'Allemagne de l'Ouest - FC Barcelone : Champion d'Espagne - USAM Nîmes : Champion de France 1990 | - TV Großwallstadt : Champion d'Allemagne de l'Ouest - FC Barcelone : Champion d'Espagne - USAM Nîmes : Champion de France 1990 | - TV Großwallstadt : Champion d'Allemagne de l'Ouest - FC Barcelone : Champion d'Espagne - USAM Nîmes : Champion de France 1990 | - TV Großwallstadt : Champion d'Allemagne de l'Ouest - FC Barcelone : Champion d'Espagne - USAM Nîmes : Champion de France 1990 | - TV Großwallstadt : Champion d'Allemagne de l'Ouest - FC Barcelone : Champion d'Espagne - USAM Nîmes : Champion de France 1990 | - TV Großwallstadt : Champion d'Allemagne de l'Ouest - FC Barcelone : Champion d'Espagne - USAM Nîmes : Champion de France 1990 | - TV Großwallstadt : Champion d'Allemagne de l'Ouest - FC Barcelone : Champion d'Espagne - USAM Nîmes : Champion de France 1990 | - TV Großwallstadt : Champion d'Allemagne de l'Ouest - FC Barcelone : Champion d'Espagne - USAM Nîmes : Champion de France 1990 | - TV Großwallstadt : Champion d'Allemagne de l'Ouest - FC Barcelone : Champion d'Espagne - USAM Nîmes : Champion de France 1990 | - TV Großwallstadt : Champion d'Allemagne de l'Ouest - FC Barcelone : Champion d'Espagne - USAM Nîmes : Champion de France 1990 | - TV Großwallstadt : Champion d'Allemagne de l'Ouest - FC Barcelone : Champion d'Espagne - USAM Nîmes : Champion de France 1990 | - TV Großwallstadt : Champion d'Allemagne de l'Ouest - FC Barcelone : Champion d'Espagne - USAM Nîmes : Champion de France 1990 | - HK Drott Halmstad : Champion de Suède - Dinamo Astrakhan : Champion d'URSS - RK Proleter Zrenjanin : Champion de Yougoslavie | - HK Drott Halmstad : Champion de Suède - Dinamo Astrakhan : Champion d'URSS - RK Proleter Zrenjanin : Champion de Yougoslavie | - HK Drott Halmstad : Champion de Suède - Dinamo Astrakhan : Champion d'URSS - RK Proleter Zrenjanin : Champion de Yougoslavie | - HK Drott Halmstad : Champion de Suède - Dinamo Astrakhan : Champion d'URSS - RK Proleter Zrenjanin : Champion de Yougoslavie | - HK Drott Halmstad : Champion de Suède - Dinamo Astrakhan : Champion d'URSS - RK Proleter Zrenjanin : Champion de Yougoslavie | - HK Drott Halmstad : Champion de Suède - Dinamo Astrakhan : Champion d'URSS - RK Proleter Zrenjanin : Champion de Yougoslavie | - HK Drott Halmstad : Champion de Suède - Dinamo Astrakhan : Champion d'URSS - RK Proleter Zrenjanin : Champion de Yougoslavie | - HK Drott Halmstad : Champion de Suède - Dinamo Astrakhan : Champion d'URSS - RK Proleter Zrenjanin : Champion de Yougoslavie | - HK Drott Halmstad : Champion de Suède - Dinamo Astrakhan : Champion d'URSS - RK Proleter Zrenjanin : Champion de Yougoslavie | - HK Drott Halmstad : Champion de Suède - Dinamo Astrakhan : Champion d'URSS - RK Proleter Zrenjanin : Champion de Yougoslavie | - HK Drott Halmstad : Champion de Suède - Dinamo Astrakhan : Champion d'URSS - RK Proleter Zrenjanin : Champion de Yougoslavie | - HK Drott Halmstad : Champion de Suède - Dinamo Astrakhan : Champion d'URSS - RK Proleter Zrenjanin : Champion de Yougoslavie | - HK Drott Halmstad : Champion de Suède - Dinamo Astrakhan : Champion d'URSS - RK Proleter Zrenjanin : Champion de Yougoslavie | - HK Drott Halmstad : Champion de Suède - Dinamo Astrakhan : Champion d'URSS - RK Proleter Zrenjanin : Champion de Yougoslavie | - HK Drott Halmstad : Champion de Suède - Dinamo Astrakhan : Champion d'URSS - RK Proleter Zrenjanin : Champion de Yougoslavie |
| Premier tour préliminaire | | | | | | | | | | | | | | | | | | | | | | | | | | | | | |
| - SC Dynamo Berlin : Champion d'Allemagne de l'Est - ATSE Waagner Biro Graz : Champion d'Autriche - Sporting Neerpelt : Champion de Belgique 1990 - CSKA Sofia : Champion de Bulgarie - Kolding IF Håndbold : Champion du Danemark - Sjundeå IF : Champion de Finlande - Manchester United : Champion de Grande-Bretagne - Rába ETO Györ : Champion de Hongrie - AS Fílippos Véria : Champion de Grèce - Kyndil Tórshavn : Champion des Îles Féroé - FH Hafnarfjörður : Champion d'Islande | - SC Dynamo Berlin : Champion d'Allemagne de l'Est - ATSE Waagner Biro Graz : Champion d'Autriche - Sporting Neerpelt : Champion de Belgique 1990 - CSKA Sofia : Champion de Bulgarie - Kolding IF Håndbold : Champion du Danemark - Sjundeå IF : Champion de Finlande - Manchester United : Champion de Grande-Bretagne - Rába ETO Györ : Champion de Hongrie - AS Fílippos Véria : Champion de Grèce - Kyndil Tórshavn : Champion des Îles Féroé - FH Hafnarfjörður : Champion d'Islande | - SC Dynamo Berlin : Champion d'Allemagne de l'Est - ATSE Waagner Biro Graz : Champion d'Autriche - Sporting Neerpelt : Champion de Belgique 1990 - CSKA Sofia : Champion de Bulgarie - Kolding IF Håndbold : Champion du Danemark - Sjundeå IF : Champion de Finlande - Manchester United : Champion de Grande-Bretagne - Rába ETO Györ : Champion de Hongrie - AS Fílippos Véria : Champion de Grèce - Kyndil Tórshavn : Champion des Îles Féroé - FH Hafnarfjörður : Champion d'Islande | - SC Dynamo Berlin : Champion d'Allemagne de l'Est - ATSE Waagner Biro Graz : Champion d'Autriche - Sporting Neerpelt : Champion de Belgique 1990 - CSKA Sofia : Champion de Bulgarie - Kolding IF Håndbold : Champion du Danemark - Sjundeå IF : Champion de Finlande - Manchester United : Champion de Grande-Bretagne - Rába ETO Györ : Champion de Hongrie - AS Fílippos Véria : Champion de Grèce - Kyndil Tórshavn : Champion des Îles Féroé - FH Hafnarfjörður : Champion d'Islande | - SC Dynamo Berlin : Champion d'Allemagne de l'Est - ATSE Waagner Biro Graz : Champion d'Autriche - Sporting Neerpelt : Champion de Belgique 1990 - CSKA Sofia : Champion de Bulgarie - Kolding IF Håndbold : Champion du Danemark - Sjundeå IF : Champion de Finlande - Manchester United : Champion de Grande-Bretagne - Rába ETO Györ : Champion de Hongrie - AS Fílippos Véria : Champion de Grèce - Kyndil Tórshavn : Champion des Îles Féroé - FH Hafnarfjörður : Champion d'Islande | - SC Dynamo Berlin : Champion d'Allemagne de l'Est - ATSE Waagner Biro Graz : Champion d'Autriche - Sporting Neerpelt : Champion de Belgique 1990 - CSKA Sofia : Champion de Bulgarie - Kolding IF Håndbold : Champion du Danemark - Sjundeå IF : Champion de Finlande - Manchester United : Champion de Grande-Bretagne - Rába ETO Györ : Champion de Hongrie - AS Fílippos Véria : Champion de Grèce - Kyndil Tórshavn : Champion des Îles Féroé - FH Hafnarfjörður : Champion d'Islande | - SC Dynamo Berlin : Champion d'Allemagne de l'Est - ATSE Waagner Biro Graz : Champion d'Autriche - Sporting Neerpelt : Champion de Belgique 1990 - CSKA Sofia : Champion de Bulgarie - Kolding IF Håndbold : Champion du Danemark - Sjundeå IF : Champion de Finlande - Manchester United : Champion de Grande-Bretagne - Rába ETO Györ : Champion de Hongrie - AS Fílippos Véria : Champion de Grèce - Kyndil Tórshavn : Champion des Îles Féroé - FH Hafnarfjörður : Champion d'Islande | - SC Dynamo Berlin : Champion d'Allemagne de l'Est - ATSE Waagner Biro Graz : Champion d'Autriche - Sporting Neerpelt : Champion de Belgique 1990 - CSKA Sofia : Champion de Bulgarie - Kolding IF Håndbold : Champion du Danemark - Sjundeå IF : Champion de Finlande - Manchester United : Champion de Grande-Bretagne - Rába ETO Györ : Champion de Hongrie - AS Fílippos Véria : Champion de Grèce - Kyndil Tórshavn : Champion des Îles Féroé - FH Hafnarfjörður : Champion d'Islande | - SC Dynamo Berlin : Champion d'Allemagne de l'Est - ATSE Waagner Biro Graz : Champion d'Autriche - Sporting Neerpelt : Champion de Belgique 1990 - CSKA Sofia : Champion de Bulgarie - Kolding IF Håndbold : Champion du Danemark - Sjundeå IF : Champion de Finlande - Manchester United : Champion de Grande-Bretagne - Rába ETO Györ : Champion de Hongrie - AS Fílippos Véria : Champion de Grèce - Kyndil Tórshavn : Champion des Îles Féroé - FH Hafnarfjörður : Champion d'Islande | - SC Dynamo Berlin : Champion d'Allemagne de l'Est - ATSE Waagner Biro Graz : Champion d'Autriche - Sporting Neerpelt : Champion de Belgique 1990 - CSKA Sofia : Champion de Bulgarie - Kolding IF Håndbold : Champion du Danemark - Sjundeå IF : Champion de Finlande - Manchester United : Champion de Grande-Bretagne - Rába ETO Györ : Champion de Hongrie - AS Fílippos Véria : Champion de Grèce - Kyndil Tórshavn : Champion des Îles Féroé - FH Hafnarfjörður : Champion d'Islande | - SC Dynamo Berlin : Champion d'Allemagne de l'Est - ATSE Waagner Biro Graz : Champion d'Autriche - Sporting Neerpelt : Champion de Belgique 1990 - CSKA Sofia : Champion de Bulgarie - Kolding IF Håndbold : Champion du Danemark - Sjundeå IF : Champion de Finlande - Manchester United : Champion de Grande-Bretagne - Rába ETO Györ : Champion de Hongrie - AS Fílippos Véria : Champion de Grèce - Kyndil Tórshavn : Champion des Îles Féroé - FH Hafnarfjörður : Champion d'Islande | - SC Dynamo Berlin : Champion d'Allemagne de l'Est - ATSE Waagner Biro Graz : Champion d'Autriche - Sporting Neerpelt : Champion de Belgique 1990 - CSKA Sofia : Champion de Bulgarie - Kolding IF Håndbold : Champion du Danemark - Sjundeå IF : Champion de Finlande - Manchester United : Champion de Grande-Bretagne - Rába ETO Györ : Champion de Hongrie - AS Fílippos Véria : Champion de Grèce - Kyndil Tórshavn : Champion des Îles Féroé - FH Hafnarfjörður : Champion d'Islande | - SC Dynamo Berlin : Champion d'Allemagne de l'Est - ATSE Waagner Biro Graz : Champion d'Autriche - Sporting Neerpelt : Champion de Belgique 1990 - CSKA Sofia : Champion de Bulgarie - Kolding IF Håndbold : Champion du Danemark - Sjundeå IF : Champion de Finlande - Manchester United : Champion de Grande-Bretagne - Rába ETO Györ : Champion de Hongrie - AS Fílippos Véria : Champion de Grèce - Kyndil Tórshavn : Champion des Îles Féroé - FH Hafnarfjörður : Champion d'Islande | - SC Dynamo Berlin : Champion d'Allemagne de l'Est - ATSE Waagner Biro Graz : Champion d'Autriche - Sporting Neerpelt : Champion de Belgique 1990 - CSKA Sofia : Champion de Bulgarie - Kolding IF Håndbold : Champion du Danemark - Sjundeå IF : Champion de Finlande - Manchester United : Champion de Grande-Bretagne - Rába ETO Györ : Champion de Hongrie - AS Fílippos Véria : Champion de Grèce - Kyndil Tórshavn : Champion des Îles Féroé - FH Hafnarfjörður : Champion d'Islande | - SC Dynamo Berlin : Champion d'Allemagne de l'Est - ATSE Waagner Biro Graz : Champion d'Autriche - Sporting Neerpelt : Champion de Belgique 1990 - CSKA Sofia : Champion de Bulgarie - Kolding IF Håndbold : Champion du Danemark - Sjundeå IF : Champion de Finlande - Manchester United : Champion de Grande-Bretagne - Rába ETO Györ : Champion de Hongrie - AS Fílippos Véria : Champion de Grèce - Kyndil Tórshavn : Champion des Îles Féroé - FH Hafnarfjörður : Champion d'Islande | - Hapoël Rishon LeZion : Champion d'Israël - Cividin Trieste : Champion d'Italie - Red Boys Differdange : Champion du Luxembourg - Stavanger IF : Champion de Norvège - HV Sittardia : Champion des Pays-Bas - SC Pogon Zabrze : Champion de Pologne - Benfica Lisbonne : Champion du Portugal - Grasshopper Club Zurich : Champion de Suisse - Steaua Bucarest : Champion de Roumanie - Dukla Prague : Champion de Tchécoslovaquie - Eskişehir ETİ Bisküvi : Champion de Turquie | - Hapoël Rishon LeZion : Champion d'Israël - Cividin Trieste : Champion d'Italie - Red Boys Differdange : Champion du Luxembourg - Stavanger IF : Champion de Norvège - HV Sittardia : Champion des Pays-Bas - SC Pogon Zabrze : Champion de Pologne - Benfica Lisbonne : Champion du Portugal - Grasshopper Club Zurich : Champion de Suisse - Steaua Bucarest : Champion de Roumanie - Dukla Prague : Champion de Tchécoslovaquie - Eskişehir ETİ Bisküvi : Champion de Turquie | - Hapoël Rishon LeZion : Champion d'Israël - Cividin Trieste : Champion d'Italie - Red Boys Differdange : Champion du Luxembourg - Stavanger IF : Champion de Norvège - HV Sittardia : Champion des Pays-Bas - SC Pogon Zabrze : Champion de Pologne - Benfica Lisbonne : Champion du Portugal - Grasshopper Club Zurich : Champion de Suisse - Steaua Bucarest : Champion de Roumanie - Dukla Prague : Champion de Tchécoslovaquie - Eskişehir ETİ Bisküvi : Champion de Turquie | - Hapoël Rishon LeZion : Champion d'Israël - Cividin Trieste : Champion d'Italie - Red Boys Differdange : Champion du Luxembourg - Stavanger IF : Champion de Norvège - HV Sittardia : Champion des Pays-Bas - SC Pogon Zabrze : Champion de Pologne - Benfica Lisbonne : Champion du Portugal - Grasshopper Club Zurich : Champion de Suisse - Steaua Bucarest : Champion de Roumanie - Dukla Prague : Champion de Tchécoslovaquie - Eskişehir ETİ Bisküvi : Champion de Turquie | - Hapoël Rishon LeZion : Champion d'Israël - Cividin Trieste : Champion d'Italie - Red Boys Differdange : Champion du Luxembourg - Stavanger IF : Champion de Norvège - HV Sittardia : Champion des Pays-Bas - SC Pogon Zabrze : Champion de Pologne - Benfica Lisbonne : Champion du Portugal - Grasshopper Club Zurich : Champion de Suisse - Steaua Bucarest : Champion de Roumanie - Dukla Prague : Champion de Tchécoslovaquie - Eskişehir ETİ Bisküvi : Champion de Turquie | - Hapoël Rishon LeZion : Champion d'Israël - Cividin Trieste : Champion d'Italie - Red Boys Differdange : Champion du Luxembourg - Stavanger IF : Champion de Norvège - HV Sittardia : Champion des Pays-Bas - SC Pogon Zabrze : Champion de Pologne - Benfica Lisbonne : Champion du Portugal - Grasshopper Club Zurich : Champion de Suisse - Steaua Bucarest : Champion de Roumanie - Dukla Prague : Champion de Tchécoslovaquie - Eskişehir ETİ Bisküvi : Champion de Turquie | - Hapoël Rishon LeZion : Champion d'Israël - Cividin Trieste : Champion d'Italie - Red Boys Differdange : Champion du Luxembourg - Stavanger IF : Champion de Norvège - HV Sittardia : Champion des Pays-Bas - SC Pogon Zabrze : Champion de Pologne - Benfica Lisbonne : Champion du Portugal - Grasshopper Club Zurich : Champion de Suisse - Steaua Bucarest : Champion de Roumanie - Dukla Prague : Champion de Tchécoslovaquie - Eskişehir ETİ Bisküvi : Champion de Turquie | - Hapoël Rishon LeZion : Champion d'Israël - Cividin Trieste : Champion d'Italie - Red Boys Differdange : Champion du Luxembourg - Stavanger IF : Champion de Norvège - HV Sittardia : Champion des Pays-Bas - SC Pogon Zabrze : Champion de Pologne - Benfica Lisbonne : Champion du Portugal - Grasshopper Club Zurich : Champion de Suisse - Steaua Bucarest : Champion de Roumanie - Dukla Prague : Champion de Tchécoslovaquie - Eskişehir ETİ Bisküvi : Champion de Turquie | - Hapoël Rishon LeZion : Champion d'Israël - Cividin Trieste : Champion d'Italie - Red Boys Differdange : Champion du Luxembourg - Stavanger IF : Champion de Norvège - HV Sittardia : Champion des Pays-Bas - SC Pogon Zabrze : Champion de Pologne - Benfica Lisbonne : Champion du Portugal - Grasshopper Club Zurich : Champion de Suisse - Steaua Bucarest : Champion de Roumanie - Dukla Prague : Champion de Tchécoslovaquie - Eskişehir ETİ Bisküvi : Champion de Turquie | - Hapoël Rishon LeZion : Champion d'Israël - Cividin Trieste : Champion d'Italie - Red Boys Differdange : Champion du Luxembourg - Stavanger IF : Champion de Norvège - HV Sittardia : Champion des Pays-Bas - SC Pogon Zabrze : Champion de Pologne - Benfica Lisbonne : Champion du Portugal - Grasshopper Club Zurich : Champion de Suisse - Steaua Bucarest : Champion de Roumanie - Dukla Prague : Champion de Tchécoslovaquie - Eskişehir ETİ Bisküvi : Champion de Turquie | - Hapoël Rishon LeZion : Champion d'Israël - Cividin Trieste : Champion d'Italie - Red Boys Differdange : Champion du Luxembourg - Stavanger IF : Champion de Norvège - HV Sittardia : Champion des Pays-Bas - SC Pogon Zabrze : Champion de Pologne - Benfica Lisbonne : Champion du Portugal - Grasshopper Club Zurich : Champion de Suisse - Steaua Bucarest : Champion de Roumanie - Dukla Prague : Champion de Tchécoslovaquie - Eskişehir ETİ Bisküvi : Champion de Turquie | - Hapoël Rishon LeZion : Champion d'Israël - Cividin Trieste : Champion d'Italie - Red Boys Differdange : Champion du Luxembourg - Stavanger IF : Champion de Norvège - HV Sittardia : Champion des Pays-Bas - SC Pogon Zabrze : Champion de Pologne - Benfica Lisbonne : Champion du Portugal - Grasshopper Club Zurich : Champion de Suisse - Steaua Bucarest : Champion de Roumanie - Dukla Prague : Champion de Tchécoslovaquie - Eskişehir ETİ Bisküvi : Champion de Turquie | - Hapoël Rishon LeZion : Champion d'Israël - Cividin Trieste : Champion d'Italie - Red Boys Differdange : Champion du Luxembourg - Stavanger IF : Champion de Norvège - HV Sittardia : Champion des Pays-Bas - SC Pogon Zabrze : Champion de Pologne - Benfica Lisbonne : Champion du Portugal - Grasshopper Club Zurich : Champion de Suisse - Steaua Bucarest : Champion de Roumanie - Dukla Prague : Champion de Tchécoslovaquie - Eskişehir ETİ Bisküvi : Champion de Turquie | - Hapoël Rishon LeZion : Champion d'Israël - Cividin Trieste : Champion d'Italie - Red Boys Differdange : Champion du Luxembourg - Stavanger IF : Champion de Norvège - HV Sittardia : Champion des Pays-Bas - SC Pogon Zabrze : Champion de Pologne - Benfica Lisbonne : Champion du Portugal - Grasshopper Club Zurich : Champion de Suisse - Steaua Bucarest : Champion de Roumanie - Dukla Prague : Champion de Tchécoslovaquie - Eskişehir ETİ Bisküvi : Champion de Turquie | - Hapoël Rishon LeZion : Champion d'Israël - Cividin Trieste : Champion d'Italie - Red Boys Differdange : Champion du Luxembourg - Stavanger IF : Champion de Norvège - HV Sittardia : Champion des Pays-Bas - SC Pogon Zabrze : Champion de Pologne - Benfica Lisbonne : Champion du Portugal - Grasshopper Club Zurich : Champion de Suisse - Steaua Bucarest : Champion de Roumanie - Dukla Prague : Champion de Tchécoslovaquie - Eskişehir ETİ Bisküvi : Champion de Turquie |

## Tour préliminaire

### Premier tour
| Équipe                 | Aller   | Total   | Retour  | Équipe                   |
| ---------------------- | ------- | ------- | ------- | ------------------------ |
| Sporting Neerpelt      | 21 – 24 | 38 – 45 | 17 – 21 | HV Sittardia             |
| Red Boys Differdange   | 28 – 26 | 46 – 52 | 18 – 26 | Benfica Lisbonne         |
| Hapoël Rishon LeZion   | 30 – 32 | 53 – 63 | 23 – 31 | Eskişehir ETİ Bisküvi    |
| Kyndil Tórshavn        | 23 – 25 | 38 – 62 | 15 – 37 | FH Hafnarfjörður         |
| Dukla Prague           | 20 – 15 | 46 – 35 | 26 – 20 | SC Dynamo Berlin         |
| Stavanger IF           | 25 – 17 | 47 – 37 | 22 – 20 | Sjundeå IF               |
| ATSE Waagner Biro Graz | 20 – 24 | 40 – 50 | 20 – 26 | Grasshoppers Club Zürich |
| AS Fílippos Véria      | 23 – 18 | 41 – 45 | 18 – 27 | Cividin Trieste          |
| Rába ETO Györ          | 21 – 20 | 42 – 46 | 21 – 26 | Steaua Bucarest          |
| SC Pogon Zabrze        | 24 – 14 | 52 – 42 | 28 – 25 | Kolding IF Håndbold      |

### Huitièmes de finale
| Équipe                | Aller   | Total   | Retour  | Équipe                |
| --------------------- | ------- | ------- | ------- | --------------------- |
| HV Sittardia          | 17 – 43 | 35 – 76 | 17 – 33 | FC Bacelone           |
| Benfica Lisbonne      | 23 – 21 | 46 – 52 | 23 – 31 | USAM Nîmes 30         |
| FH Hafnarfjörður      | 29 – 21 | 50 – 54 | 21 – 33 | Eskişehir ETİ Bisküvi |
| TV Großwallstadt      | 24 – 23 | 56 – 55 | 32 – 32 | HC Dukla Prague       |
| HK Drott Halmstad     | 26 – 19 | 48 – 43 | 22 – 24 | Stavanger IF          |
| Dinamo Astrakhan      | 25 – 23 | 51 – 49 | 26 – 26 | Grasshoppers Zürich   |
| Cividin Trieste       | 23 – 26 | 46 – 49 | 23 – 23 | Steaua Bucarest       |
| RK Proleter Zrenjanin | 26 – 15 | 41 – 31 | 15 – 16 | SC Pogon Zabrze       |

Lors du huitième de finale retour, l'USAM Nîmes 30 a joué son match dans les Arènes de Nîmes devant 9 000 spectateurs, :
- Aller : Benfica Lisbonne bat USAM Nîmes 30 : 23-21 (14-10).
  - Benfica Lisbonne : ?. Entraîneur : Eugen Trofin (ro).
  - USAM Nîmes 30 : Vladimir Jikharev (9, dont 1 pen.), Frédéric Volle (6, dont 3 pen.), Alain Portes (3), Gilles Derot (2), Frédéric Échivard (1). Gardiens de but : Philippe Médard et Christian Gaudin. Entraîneur : Jean-Paul Martinet.
- Retour : USAM Nîmes 30 b. Benfica Lisbonne : 31-23 (14-12).
  - USAM Nîmes 30 : Stéphane Stoecklin  (6), Alain Portes (5), Philippe Gardent (4), Gilles Derot (4), Frédéric Volle (3), Michel Téoule (2, dont 1 pen.), Philippe Courbier (2), Frédéric Échivard (2), Vladimir Jikharev (2), Christophe Chagnard (1). Gardiens de but : Philippe Médard, et Christian Gaudin. Entraîneur : Jean-Paul Martinet.
  - Benfica Lisbonne : Paulo Bunze, Gheorghe Dogărescu,... Entraîneur : Eugen Trofin (ro).

Le Roumain du Benfica Cezar Drăgăniță, blessé, était absent du match retour.

## Phase finale
| \| Bucarest Barcelone Halmstad Großwallstadt Nîmes Eskişehir Astrakhan Zrenjanin \| Localisation des équipes en phase finale. |
| Bucarest Barcelone Halmstad Großwallstadt Nîmes Eskişehir Astrakhan Zrenjanin                                                 |

|  | Quarts de finale      | Quarts de finale      | Quarts de finale      | Quarts de finale      |                       |                       | Demi-finales | Demi-finales | Demi-finales | Demi-finales |  |  | Finale | Finale | Finale | Finale |
|  |                       |                       |                       |                       |                       |                       |              |              |              |              |  |  |        |        |        |        |
|  |                       |                       |                       |                       |                       |                       |              |              |              |              |  |  |        |        |        |        |
|  |                       |                       |                       |                       |                       |                       |              |              |              |              |  |  |        |        |        |        |
|  | FC Barcelone          | FC Barcelone          | 23                    | 18                    |                       |                       |              |              |              |              |  |  |        |        |        |        |
|  | FC Barcelone          | FC Barcelone          | 23                    | 18                    |                       |                       |              |              |              |              |  |  |        |        |        |        |
|  | USAM Nimes            | USAM Nimes            | 16                    | 16                    |                       |                       |              |              |              |              |  |  |        |        |        |        |
|  | USAM Nimes            | USAM Nimes            | 16                    | 16                    | Eskişehir ETİ Bisküvi | Eskişehir ETİ Bisküvi | 19           | 16           |              |              |  |  |        |        |        |        |
|  |                       |                       |                       |                       | Eskişehir ETİ Bisküvi | Eskişehir ETİ Bisküvi | 19           | 16           |              |              |  |  |        |        |        |        |
|  |                       |                       | FC Barcelone          | FC Barcelone          | 31                    | 40                    |              |              |              |              |  |  |        |        |        |        |
|  | TV Großwallstadt      | TV Großwallstadt      | FC Barcelone          | FC Barcelone          | 31                    | 40                    | 27           | 19           |              |              |  |  |        |        |        |        |
|  | TV Großwallstadt      | TV Großwallstadt      |                       |                       |                       |                       |              | 19           |              |              |  |  |        |        |        |        |
|  | Eskişehir ETİ Bisküvi | Eskişehir ETİ Bisküvi | 20                    | 27                    |                       |                       |              |              |              |              |  |  |        |        |        |        |
|  | Eskişehir ETİ Bisküvi | Eskişehir ETİ Bisküvi | 20                    | 27                    | RK Proleter Zrenjanin | RK Proleter Zrenjanin | 23           | 17           |              |              |  |  |        |        |        |        |
|  |                       |                       |                       |                       | RK Proleter Zrenjanin | RK Proleter Zrenjanin | 23           | 17           |              |              |  |  |        |        |        |        |
|  |                       |                       | FC Barcelone          | FC Barcelone          | 21                    | 20                    |              |              |              |              |  |  |        |        |        |        |
|  | HK Drott Halmstad     | HK Drott Halmstad     | FC Barcelone          | FC Barcelone          | 21                    | 20                    | 24           | 16           |              |              |  |  |        |        |        |        |
|  | HK Drott Halmstad     | HK Drott Halmstad     |                       |                       |                       |                       |              |              |              |              |  |  |        |        |        |        |
|  | Dinamo Astrakhan      | Dinamo Astrakhan      | 29                    | 30                    |                       |                       |              |              |              |              |  |  |        |        |        |        |
|  | Dinamo Astrakhan      | Dinamo Astrakhan      | 29                    | 30                    | Dinamo Astrakhan      | Dinamo Astrakhan      | 19           | 17           |              |              |  |  |        |        |        |        |
|  |                       |                       |                       |                       | Dinamo Astrakhan      | Dinamo Astrakhan      | 19           | 17           |              |              |  |  |        |        |        |        |
|  |                       |                       | RK Proleter Zrenjanin | RK Proleter Zrenjanin | 18                    | 20                    |              |              |              |              |  |  |        |        |        |        |
|  | Steaua Bucarest       | Steaua Bucarest       | RK Proleter Zrenjanin | RK Proleter Zrenjanin | 18                    | 20                    | 22           | 14           |              |              |  |  |        |        |        |        |
|  | Steaua Bucarest       | Steaua Bucarest       |                       |                       |                       |                       |              | 14           |              |              |  |  |        |        |        |        |
|  | RK Proleter Zrenjanin | RK Proleter Zrenjanin | 20                    | 29                    |                       |                       |              |              |              |              |  |  |        |        |        |        |
|  | RK Proleter Zrenjanin | RK Proleter Zrenjanin | 20                    | 29                    |                       |                       |              |              |              |              |  |  |        |        |        |        |
|  |                       |                       |                       |                       |                       |                       |              |              |              |              |  |  |        |        |        |        |

### Quarts de finale
| Équipe            | Aller   | Total   | Retour  | Équipe                |
| ----------------- | ------- | ------- | ------- | --------------------- |
| FC Barcelone      | 23 – 16 | 41 – 32 | 18 – 16 | USAM Nîmes 30         |
| TV Großwallstadt  | 27 – 20 | 46 – 47 | 19 – 27 | Eskişehir ETİ Bisküvi |
| HK Drott Halmstad | 24 – 29 | 40 – 59 | 16 – 30 | Dinamo Astrakhan      |
| Steaua Bucarest   | 22 – 20 | 36 – 49 | 14 – 29 | RK Proleter Zrenjanin |

Lors du quart-de-finale retour, l'USAM Nîmes 30 a joué son match dans les Arènes de Nîmes :
- Aller : FC Barcelone bat USAM Nîmes 30 : 23-16 (13-5).
  - FC Barcelone : Portner, Vujovic, Rico, Serrano...
  - USAM Nîmes 30 : Téoule (1 pen.), Stoecklin (2), Portes (2), Echivard (4 dont 1 pen.), Gardent (1), Derot (1), Volle (5).
- Retour : USAM Nîmes 30 est battu par FC Barcelone : 16-18 (8-11)
  - USAM Nîmes 30 : Volle (2), Echivard (3, dont 1 pen.), Portes (2), Courbier (1), Gardent (4), Chagnard (1), Stoecklin (2), Téoule (1 pen.)
  - FC Barcelone : Rico, Portner, Vujovic, Serrano, Grau, Barbeito...

### Demi-finales
| Équipe                | Aller   | Total   | Retour  | Équipe                |
| --------------------- | ------- | ------- | ------- | --------------------- |
| Eskişehir ETİ Bisküvi | 19 – 31 | 35 – 71 | 16 – 40 | FC Barcelone          |
| Dinamo Astrakhan      | 19 – 18 | 36 – 38 | 17 – 20 | RK Proleter Zrenjanin |

### Finale
La finale s'est déroulée en matchs aller-retour et a vu le FC Barcelone remporter son premier titre.
| Club                  | Aller   | Total   | Retour  | Club         |
| --------------------- | ------- | ------- | ------- | ------------ |
| RK Proleter Zrenjanin | 23 – 21 | 40 – 41 | 17 – 20 | FC Barcelone |

La finale aller a été disputée le 5 mai 1991 à Zrenjanin devant 5 500 spectateurs et a vu le Proleter Zrenjanin battre le FC Barcelone 23 à 21 (12-10) :
- Proleter Zrenjanin : Željko Đurđić (en), Dragan Vrgović – Nikola Adžić  (4 dont 2 pén.), Goran Arsenić  (4), Stevo Nikočević (4), Zoran Tomić (4), Saša Babić  (2), Rastko Stefanovič (2 dont 1 pén.), Jovan Slavković (2), Dragan Kukić   (1), Vladan Vidić, Zlatko Čaušević, Blažo Lisičić (en) (n.e.), Željko Bjelica (n.e.). Entraîneur : Momir Rnić
- FC Barcelone : Lorenzo Rico, David Barrufet – Zlatko Portner (5 dont 2 pén.), Joan Sagalés (4), Veselin Vujović (3 dont 3 pén.), Eugenio Serrano (3), Enric Masip  (2), Iñaki Urdangarin (2), Fernando Barbeito (1), Òscar Grau  (1), José Manuel Paré    , Xavier O'Callaghan (n.e.), Albert Bayo (n.e.). Entraîneur : Valero Rivera.
- Arbitres :  Svein Olav Øie et Bjorn Hogsnes
- Évolution du score : 1-1, 3-2, 5-4, 6-7, 8-8, 12-10 (mi-temps), 15-12, 17-13, 18-13, 21-17, 22-20, 23-21 (fin).

La finale retour a été disputée le 19 mai 1991 au Palau Blaugrana de Barcelone devant 7 000 spectateurs et a vu le FC Barcelone battre le Proleter Zrenjanin 20 à 17 (11-10) :
- FC Barcelone : Lorenzo Rico, David Barrufet – Veselin Vujović  (5 dont 2 pén.), Eugenio Serrano (5), Joan Sagalés (4), Enric Masip (2), Òscar Grau  (2), Zlatko Portner (1/1), Iñaki Urdangarin (1), José Manuel Paré, Xavier O'Callaghan, Albert Bayo, Fernando Barbeito (n.e.). Entraîneur : Valero Rivera.
- Proleter Zrenjanin : Željko Đurđić (en), Dragan Vrgović – Nikola Adžić  (4 dont 1 pén.), Zoran Tomić  (4 dont 1 pén.), Saša Babić (3), Rastko Stefanovič (2), Dragan Kukić  (2),  Stevo Nikočević  (1), Goran Arsenić   (1), Jovan Slavković (1), Vladan Vidić  , Zlatko Čaušević, Blažo Lisičić (en) (n.e.), Željko Bjelica (n.e.). Entraîneur : Momir Rnić.
- Arbitres :  Bo Johansson et Bernt Kjellqvist
- Évolution du score : 2-1, 5-3, 7-4, 7-5, 8-8, 11-10 (mi-temps), 12-11, 14-12, 16-14, 18-15, l9-16 et 20-17 (fin).

## Les champions d'Europe
| Vainqueur de la Coupe des clubs champions 1990-1991 FC Barcelone 1er titre |

L'effectif du FC Barcelone était :
| Gardiens de but - Lorenzo Rico - Xavi Pascual - David Barrufet Demi-centres - Zlatko Portner - Xavier O'Callaghan | Arrières - Veselin Vujović - Iñaki Urdangarin - José Manuel Paré - Xavier Serrano - Enric Masip Pivots - Óscar Grau | Ailiers - Eugenio Serrano - Juan Sagalés - Fernando Barbeito - Alberto Bayo - Óscar Rubiño Entraîneur - Valero Rivera |